# بيت الزهرات (بني العوام)

تعديل مصدري - تعديل

بيت الزهرات هي إحدى قرى عزلة بني غشيم بمديرية بني العوام التابعة لمحافظة حجة، بلغ تعداد سكانها 61 نسمة حسب تعداد اليمن لعام 2004.